# Voyelle pré-ouverte centrale
La voyelle pré-ouverte centrale ou basse supérieure centrale est une voyelle utilisée dans certaines langues. Son symbole dans l'alphabet phonétique international est [ɐ], un a culbuté, et son équivalent en symbole X-SAMPA est 6.

## Caractéristiques
- Son degré d'aperture est pré-ouvert, ce qui signifie que la position de la langue est proche de celle d'une voyelle basse, mais légèrement moins resserrée.
- Son point d'articulation est central, ce qui signifie que la langue est placée au milieu de la bouche, à mi-chemin entre une voyelle postérieure et une voyelle antérieure.
- Son caractère de rondeur n'est pas défini.

## Langues
- Français : Le français ne possède pas ce son. Beaucoup de locuteurs le remplacent dans les mots d'autres langues par un [ɑ], un [a] ou un [ä]. Cependant, le français de Belgique et le français canadien le possèdent en tant qu'allophone du a.
- Allemand : der [deːɐ] ;
- Anglais (certain dialectes) : cup [kɐp] ;
- Catalan (dialecte de Barcelone) : català [kɐtɐˈɫa]
- Portugais : vida [ˈvi.dɐ] (ou dans le nord et le centre du Portugal : [ˈvi.ðɐ])